# 61. konjeniška divizija (ZDA)
61. konjeniška divizija (angleško 61st Cavalry Division) je bila konjeniška divizija Kopenske vojske ZDA.